# Biocomputing
Les ordinateurs biologiques, ou biocomputers, ou bio-ordinateurs, sont des systèmes théoriques ou expérimentaux de traitement de l'information qui utilisent des molécules - telles que l'ADN et/ou les protéines - pour effectuer des calculs numériques ou du calculs en nombres réels.
Le développement des biocomputers a été rendu possible par la nanobiotechnologie. Le terme « nanobiotechnologie » peut être défini de multiples façons ; dans un sens plus général, la nanobiotechnologie peut être définie comme tout type de technologie qui utilise à la fois des matériaux à l'échelle nanométrique (c'est-à-dire des matériaux ayant des dimensions caractéristiques de 1 à 100 nanomètres) et des matériaux d'origine biologique. Une définition plus restrictive considère la nanobiotechnologie plus spécifiquement comme la conception et l'ingénierie de protéines qui peuvent ensuite être assemblées en structures plus grandes et fonctionnelles,. La mise en œuvre de la nanobiotechnologie, telle qu'elle est définie dans ce sens plus étroit, donne aux scientifiques la possibilité de concevoir des systèmes biomoléculaires de manière à ce qu'ils interagissent d'une manière qui peut finalement aboutir à la fonctionnalité informatique d'un ordinateur.

## Contexte scientifique
Les bio-ordinateurs utilisent des matériaux d'origine biologique pour exécuter des fonctions de calcul. Un bio-ordinateur est constitué d'une ou plusieurs de voies métaboliques impliquant des matériaux biologiques qui sont conçus pour se comporter d'une certaine manière en fonction des conditions entrées du système. La voie de réaction qui en résulte constitue un résultat, qui est basé sur la conception technique du bio-ordinateur et peut être interprété comme une forme d'analyse computationnelle. 

## Les différents bio-ordinateurs
On distingue trois types de bio-ordinateurs : 
- les ordinateurs biochimiques,
- les ordinateurs biomécaniques,
- les ordinateurs bioélectroniques[4].

### Ordinateur biochimique
Les ordinateurs biochimiques utilisent l'immense variété de boucles de rétroaction qui caractérisent les réactions chimiques biologiques afin d'obtenir une fonctionnalité informatique.
Les boucles de rétroaction dans les systèmes biologiques prennent de nombreuses formes, et de nombreux facteurs différents peuvent induire une rétroaction à la fois positive et négative dans un processus biochimique, entraînant respectivement une augmentation ou une diminution de la production chimique.
Ces facteurs peuvent inclure la quantité présente d'enzymes, de réactifs, de produits, et la présence de molécules qui se lient à l'un de ces facteurs en modifient ainsi leur réactivité chimique.
Étant donné que ces systèmes biochimiques sont régulés par de nombreux mécanismes différents, on peut concevoir une voie chimique comprenant un ensemble de composants moléculaires qui réagissent pour produire un produit particulier dans un ensemble de conditions chimiques spécifiques.
La présence du produit qui résulte de cette voie peut servir de signal interprété - avec d'autres signaux chimiques - comme une solution de calcul.

### Ordinateur biomécanique
Les ordinateurs biomécaniques sont similaires aux ordinateurs biochimiques en ce sens qu'ils effectuent tous deux un calcul basé sur des conditions initiales spécifiques qui servent d'entrée. Ils diffèrent cependant par le signal de sortie. Dans les ordinateurs biochimiques, la présence ou la concentration de certains produits chimiques sert de signal de sortie. Dans les ordinateurs biomécaniques, en revanche, c'est la forme mécanique d'une molécule ou d'un ensemble de molécules qui sert de signal de sortie. Les ordinateurs biomécaniques s'appuient sur la nature de molécules pour adopter certaines configurations physiques dans certaines conditions chimiques. La structure mécanique tridimensionnelle du produit de l'ordinateur biomécanique est détectée et interprétée comme un résultat.

### Ordinateur bio électronique
Les bio-ordinateurs peuvent également être construits pour effectuer des calculs électroniques. Là encore, comme pour les ordinateurs biomécaniques et biochimiques, les calculs sont effectués en interprétant un résultat basé sur un ensemble conditions initiales qui servent d'entrée. Dans les ordinateurs bioélectroniques, le résultat mesuré est la conductivité électrique observée.  Ce résultat comprend des biomolécules spécifiquement conçues pour conduire l'électricité en fonction des conditions initiales.

## Bio-ordinateurs et calculs en réseau
Dans la bio-informatique basée sur les réseaux, des agents biologiques autopropulsés, tels que des protéines à moteur moléculaire ou des bactéries, explorent un réseau microscopique qui encode un problème mathématique.
Les trajectoires des agents dans le réseau et/ou leurs positions finales représentent des solutions potentielles au problème. Par exemple, dans le système décrit par Dan Nicolau, des filaments mobiles de moteurs moléculaires sont détectés aux « sorties » d'un réseau codant le problème NP-complet de la somme de sous-ensembles.
Toutes les sorties visitées par les filaments représentent des solutions correctes pour l'algorithme. Les protéines mobiles sont soit l'actine et la myosine, soit la kinésine et les microtubules.
La myosine et la kinésine sont attachées au fond des canaux du réseau. Lorsque de l'adénosine triphosphate (ATP) est ajoutée, les filaments d'actine ou les microtubules sont propulsés à travers les canaux, explorant ainsi le réseau. La conversion de l'énergie chimique (ATP) en énergie mécanique (motilité) est hautement efficace quand on la compare à l'informatique électronique par exemple, de sorte que l'ordinateur, en plus d'être massivement parallèle, consomme beaucoup moins d'énergie en moins par étape de calcul.

## Progrès dans la technologie des bio-ordinateurs
Il existe des bio-ordinateurs dotés de diverses capacités fonctionnelles, notamment des opérations de logique « binaire » et des calculs mathématiques.Tom Knight (en), du MIT Computer Science and Artificial Intelligence Laboratory, a été le premier à proposer un schéma informatique biochimique dans lequel les concentrations de protéines sont utilisées comme des signaux binaires qui servent finalement à effectuer des opérations logiques:349. 
W.L. Ditto en 1999, crée à Georgia Tech un bio-ordinateur composé de neurones de sangsue capable d'effectuer une simple addition:351.
En mars 2013, une équipe de bioingénieurs de l'université de Stanford, dirigée par Drew Endy, a annoncé avoir créé l'équivalent biologique d'un transistor, qu'elle a baptisé transcriptor (en). Cette invention est la dernière des trois composantes nécessaires à la construction d'un ordinateur pleinement fonctionnel : le stockage de données, la transmission d'informations et un système logique de base.
En juillet 2017, des expériences distinctes menées avec Escherichia Coli et publiées dans Nature ont montré qu'il était possible d'utiliser des cellules vivantes pour effectuer des tâches informatiques et stocker des informations. Une équipe formée de collaborateurs du Biodesign Institute de l'Arizona State University et du Wyss Institute for Biologically Inspired Engineering (en) de Harvard a mis au point un ordinateur biologique à l'intérieur d'E. Coli qui répondait à une douzaine d'entrées. L'équipe a appelé l'ordinateur « ribocomputer », car il était composé d'acide ribonucléique. Les chercheurs de Harvard ont prouvé qu'il était possible de stocker des informations dans des bactéries après avoir réussi à archiver des images et des films dans l'ADN de cellules vivantes d'E. coli.
En 2021, une équipe dirigée par le biophysicien Sangram Bagh a réalisé une étude avec E. coli pour résoudre des problèmes de labyrinthe afin de sonder le principe du calcul distribué entre les cellules,.
Le calcul biologique en parallèle, où le mouvement des bio-agents correspond à l'addition arithmétique, a été démontré en 2016 sur un cas de problème de la somme de sous-ensembles avec 8 solutions.

## Potentiel et futur du biocomputing
De nombreux exemples de bio-ordinateurs simples ont été conçus, mais les capacités de ces bio-ordinateurs sont très limitées par rapport aux ordinateurs non biologiques disponibles dans le commerce. Certains pensent que les bio-ordinateurs ont un grand potentiel, mais cela reste à démontrer.
La possibilité de résoudre des problèmes mathématiques complexes en utilisant beaucoup moins d'énergie que les superordinateurs électroniques standard, ainsi que d'effectuer des calculs plus fiables simultanément plutôt que séquentiellement, motive la poursuite du développement d'ordinateurs biologiques « évolutifs », et plusieurs organismes de financement soutiennent ces efforts,.